# William Harvey
William Harvey (Folkestone, 1. travnja 1578. – Roehampton, 3. lipnja 1657.), engleski anatom i kirurg 
Bio je profesor na King's Collegu u Londonu, poslije liječnik Jakova I. i Karla I. Proučavao je funkciju srca a 1628. godine, u djelu "Anatomska rasprava o pomicanju srca i krvi u životinja", prvi je opisao optok krvi, jedno do velikih medicinskih otkrića. U embriološkim studijama prvi je iznio tezu da sve živo nastaje iz jajeta (omne vivum ex ovo), dokazujući eksperimentalno u "Raspravama o rađanju životinja". 